# Hildemar Wolfgang Scholz
Hildemar Wolfgang Scholz, född 27 maj 1928 i Berlin, Tyskland, död där 5 juni 2012, var en tysk botaniker.
Auktorsnamnet H.Scholz kan användas för Hildemar Wolfgang Scholz i samband med ett vetenskapligt namn inom botaniken; se Wikipediaartiklar som länkar till auktorsnamnet.